# Landó
Le lando est un genre musical et une danse afro-péruvienne.

## Histoire
La danse est pratiquée par la communauté issue de la diaspora africaine de Lima, jusqu'au milieu du XIXe siècle, dont l'origine est angolaise et dont le nom en kimbundu est lundù. Elle est également connue comme londu, landu ou lundun. Elle est un mélange de danses afro-américaines dans les différentes régions d'Amérique du Sud et des Antilles. Au Pérou, elle est l'ancêtre de la zamacueca, à la fin du XVIIIe siècle.
À l'origine, le lundu angolais était une danse typique de la cérémonie du mariage (m'elemba), dont la chorégraphie consistait en une pantomime de l'acte de copulation, culminant avec un coup de bassin contre le bassin que l'homme appliquait à la femme. Au fil des ans, le lundu est devenu folklorique et, sous le nom de lundero, est popularisé dans la Villa de Santiago de Miraflores de Zaña (1563-1720), dans le département de Lambayeque, donnant ensuite naissance au Tondero.
À Lima, indépendamment de la phase septentrionale, le lundú, appelé landó et samba-landa, donne naissance à la zamacueca (fin du XVIIIe siècle), rebaptisée marinera par Abelardo Gamarra (1879).